# 东沙街道
东沙街道，是中华人民共和国广东省广州市荔湾区下辖的一个乡镇级行政单位。

## 行政区划
东沙街道下辖以下地区：
南漖社区会、东塱社区会、沙洛社区会和金宇社区会。

## 交通

### 地铁
- █广州地铁10号线：东沙站
- █广州地铁11号线：鹤洞东站